# Pakol

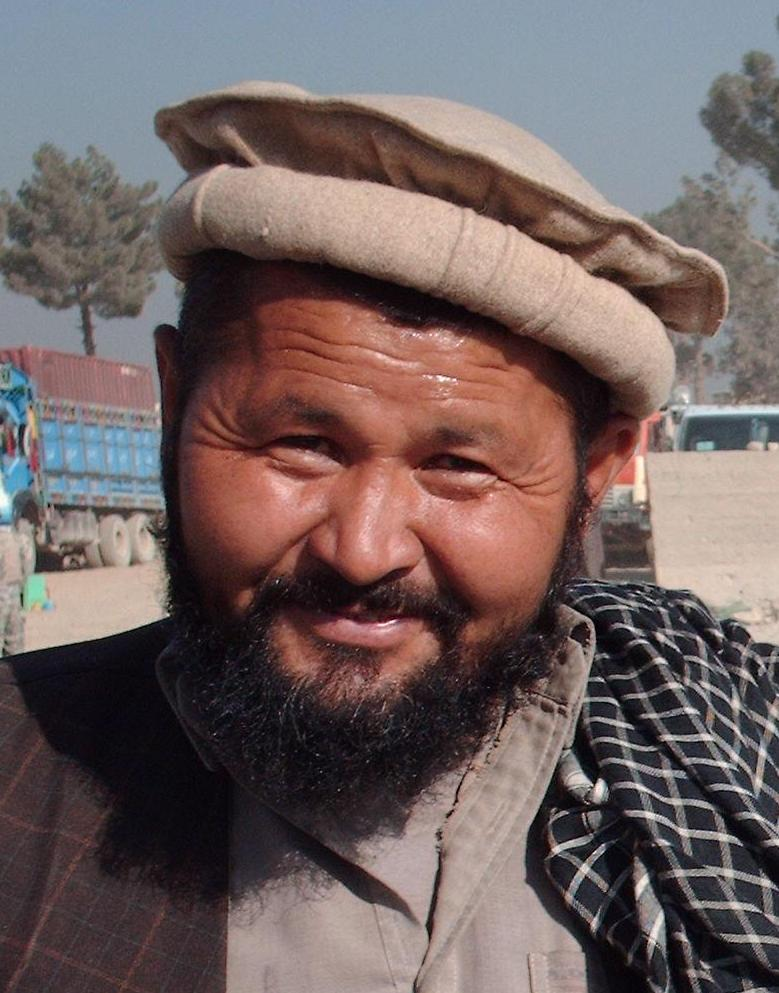
Um afegão vestindo um pakol

O pakol ou pakul (Khowar, Shina, em pastó: پکول, em urdu:  پاکول) é um boné masculino macio, plano, enrolado e de topo redondo, geralmente usado no Afeganistão e no Paquistão. É normalmente feito de lã e encontrado em uma variedade de cores terrosas, como marrom, preto, cinza, marfim ou tingido de vermelho com nogueira. Acredita-se que o pakol tenha se originado em Chitral, ou Gilgit-Baltistan no Paquistão.

## Descrição
O pakol é usado essencialmente como uma boina: o usuário pode regular e ajustar os tamanhos de acordo com o clima, o humor e os tamanhos e pode ser usado para muitas funções, se necessário. O pakol em si é muito prático e confortável. É especialmente bom para climas mais frios. Os homens usam o pakol o ano todo em climas mais frios, pois o chapéu funciona perfeitamente como proteção contra o frio, o vento e o sol. Por causa da fina lã natural usada para fazer um pakol, a cabeça não transpira nem congela, independentemente do clima. O material é higroscópico, mas o chapéu não fica molhado em tempo chuvoso, e nem seca. Isso o torna um chapéu especialmente bom para o Paquistão e o Afeganistão.
É um gorro de lã fiado à mão, formado por uma parte superior plana e arredondada, circundada por uma aba inferior enrolada. Geralmente é branco, cinza ou vários tons de marrom. O desenho prático do chapéu permite puxá-lo para baixo para cobrir as orelhas e o pescoço em tempo frio e enrolá-lo em temperaturas mais quentes. Existem muitas maneiras de decorar a roupa, às vezes colocando flores ou penas no chapéu, especialmente em ocasiões festivas. Um cordão costurado ao redor da base proporciona adaptabilidade e flexibilidade de uso. Ao apertar ou afrouxar o barbante, o usuário consegue prender o chapéu conforme necessário.

## Origens e história

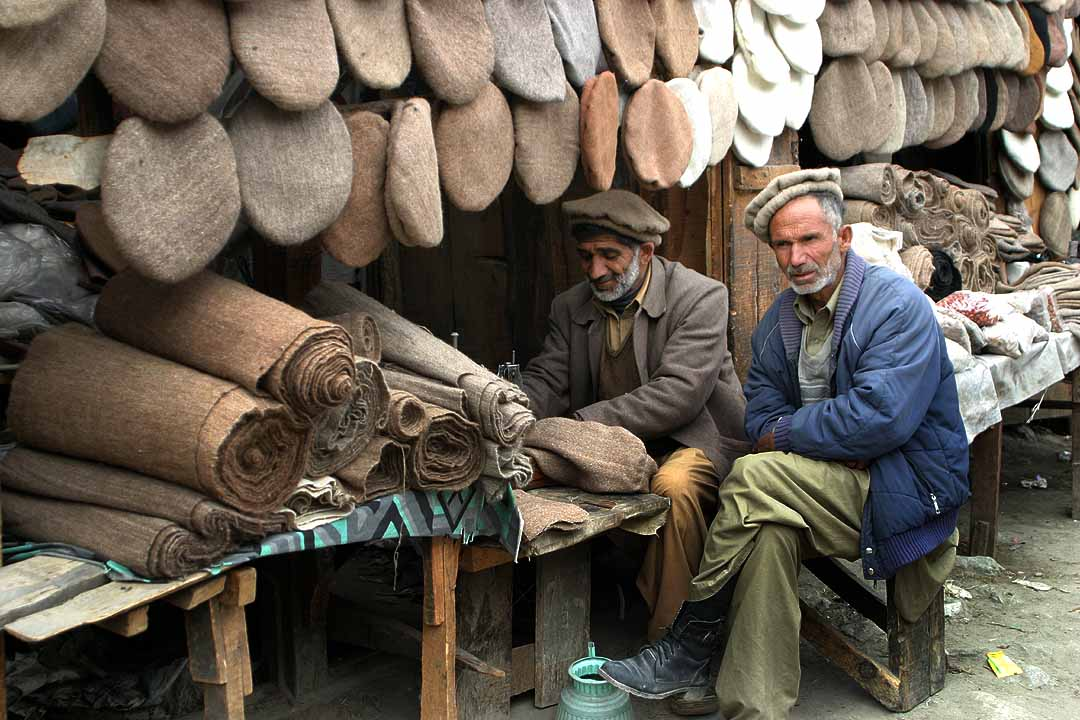
Artesãos vendendo pakols no norte do Paquistão.

O pakol tem suas origens em Chitral, ou mais precisamente em Guilguite, Astore e áreas vizinhas de Guilguite-Baltistão no Paquistão. O gorro de lã tem sido a cobertura básica do povo shina e do povo kho (também conhecido como Chitralis), há séculos. Também foi adotado nos últimos 200 anos por diversas comunidades do Afeganistão como pashtuns, tadjiques e nuristanis. Foi adotado pela primeira vez entre os pashtuns do Paquistão como um substituto para o grande turbante, especialmente nas principais cidades, como por exemplo em Peshawar, devido aos comerciantes das aldeias, que também foram responsáveis por espalhar a popularidade do boné chitrali ou pakol, inicialmente expandindo seus negócios, acabou dominando uma grande área da cidade velha de Peshawar, popularmente conhecida como Qissa Kahwani. Somente nas áreas tribais ao longo da fronteira com o Afeganistão o tradicional turbante pashtun ainda era popular. No entanto, fotos de Peshawar de tempos recentes ainda mostram uma cidade dominada por turbantes em vez de homens cobrindo a cabeça com um pakol.

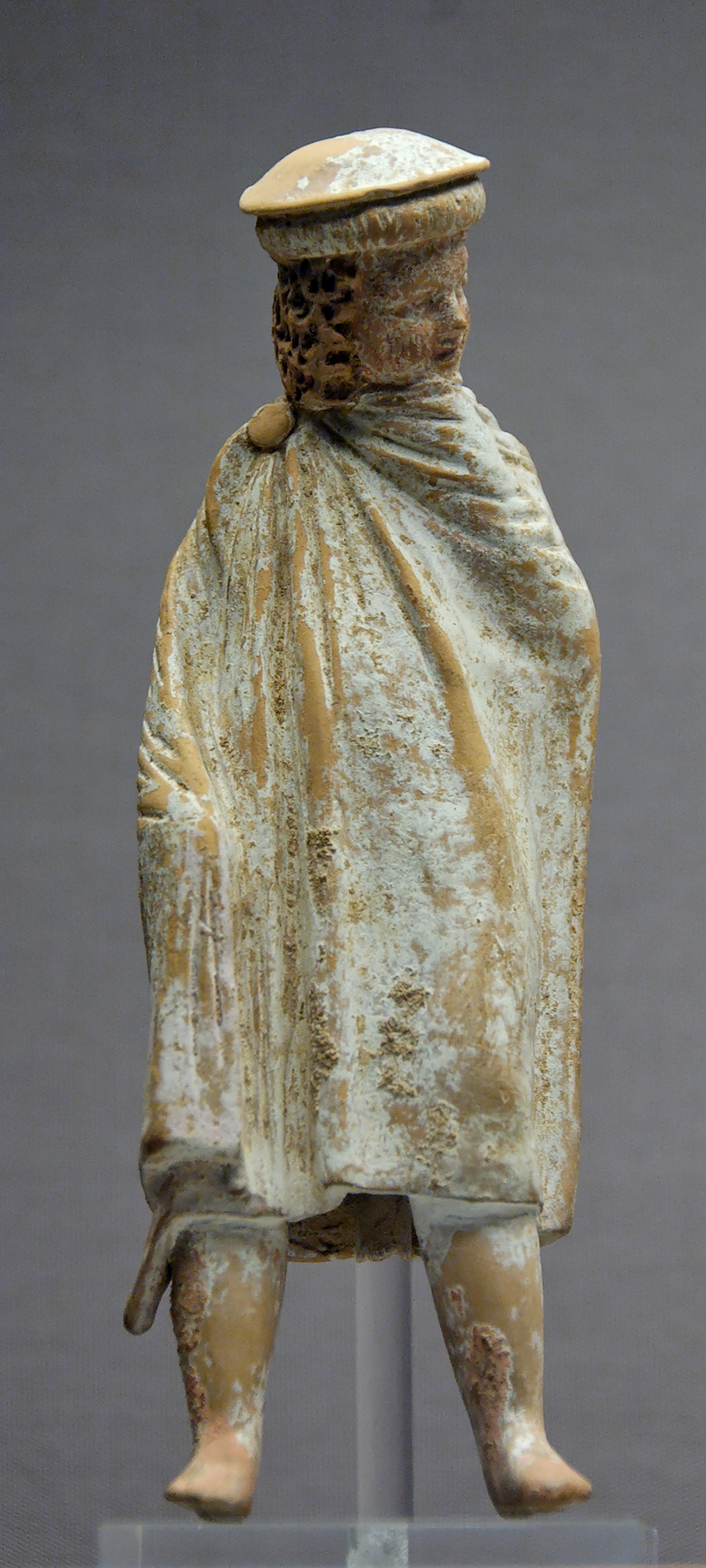
Uma estátua de um menino macedônio vestindo kausia. Terracota, feita em Atenas, ca. 300 a.C

Recentemente, também foi introduzido no Vale da Caxemira por migrantes sazonais da etnia shina vindos das áreas de Gurez e Tuleil, no distrito de Bandipore, no norte da Caxemira. Hoje o pakol é comumente usado por pessoas de todas as classes sociais e origens do Paquistão e do Afeganistão, bem como em partes da Índia, como em Jammu e Caxemira e Délhi.

### Kausia e refutação da ligação macedônia
Alguns autores compararam esta típica cobertura com a causia usada pelos antigos macedônios. Foi então tentador para alguns escritores vincular o pakol às campanhas indianas de Alexandre, o Grande, no final do século IV aC. O pakol também esteve ligado aos reinos greco-bactrianos e indo-gregos dos séculos seguintes. No entanto, o pakol não tem ligações históricas com a kausia. De acordo com outra crença errônea sobre o local de suas origens diretas, o pakol tem uma história muito recente na província do Nuristão, onde é amplamente usado hoje em dia, não datando mais do que o final do século XIX, mas a mesma cobertura também é relativamente jovem no vizinho distrito de Chitral.
As origens diretas do pakol estão localizadas no extremo norte do Paquistão moderno, no atual Guilguite-Baltistão, e pertencem a um horizonte mais amplo de coberturas de formato semelhante usados nas fronteiras da China, Turquestão e Índia. O boné simples com borda enrolada foi usado em toda a área, de onde se espalhou mais a oeste, em direção à área de Chitral, onde foi amplamente usado no final da década de 1920. Aparentemente, em algum momento, o povo de Chitral e regiões adjacentes começou a incluir um pedaço extra redondo de material para formar uma coroa plana. Esta reviravolta moderna não é uma característica que os soldados de Alexandre pudessem ter adquirido no final do século IV aC.

### Origem, descoberta e documentação em Guilguite e Chitral

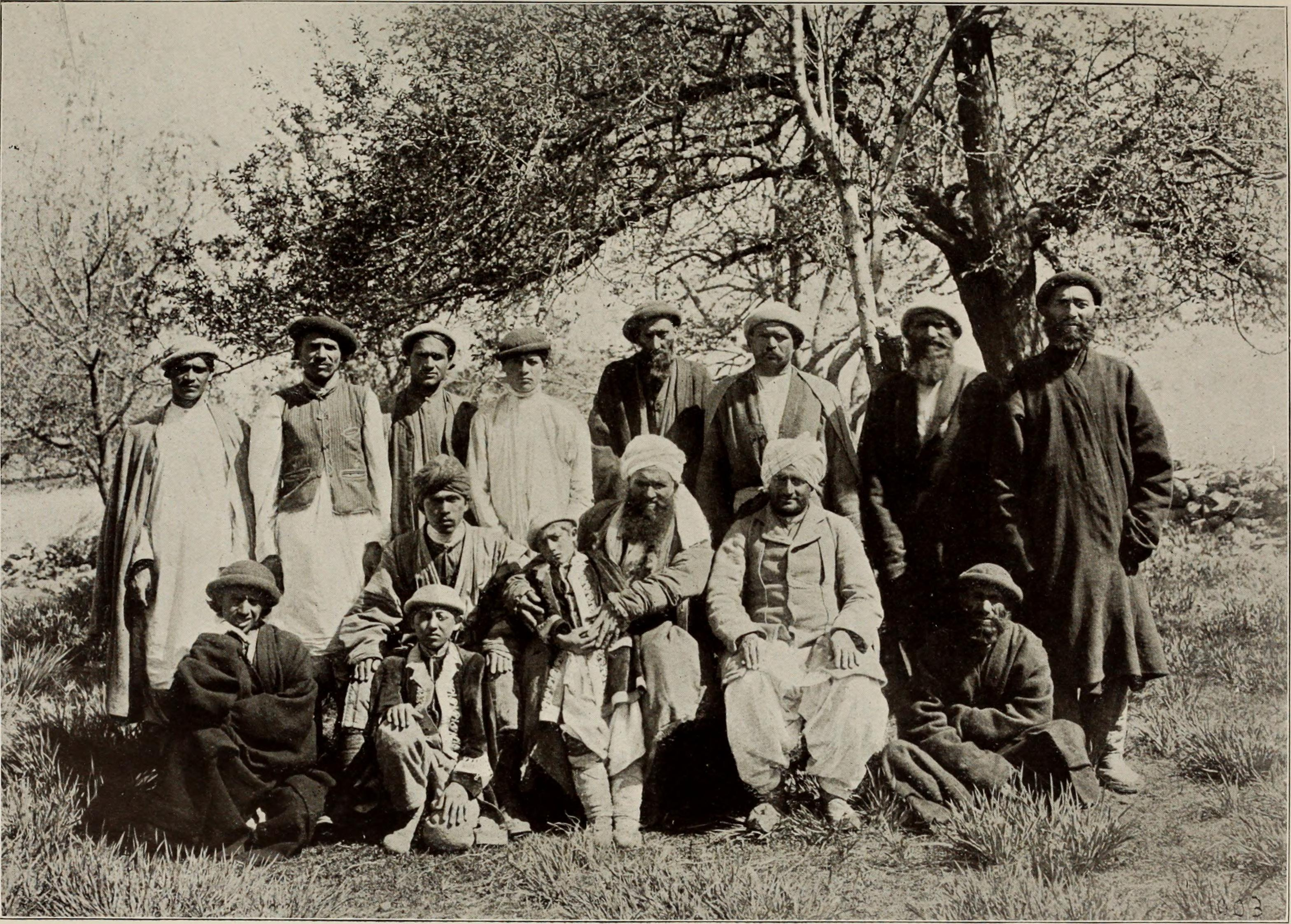
Aldeões chitralis fotografados usando pakols em 1912

A variante moderna do pakol originou-se de Chitral. O chapéu também é conhecido como khapol, derivado da palavra kapaal que significa "cabeça" na língua khovar. A principal fonte de produção é Chitral, no Paquistão. O pakol é mencionado no livro de Donatus O'Briens de 1895 sobre The Language of Chitral, onde, ao descrever a vestimenta étnica do povo kho, ele afirma que:
"O vestido usado pela maioria dos homens consiste em um boné preto, marrom ou cinza feito em forma de bolsa e enrolado até caber no crânio."
Mais tarde, em 1896 , George Scott Robertson descreveu um "boné chitrali". John Biddulph em seu Tribes of the Hindoo Koosh (1880), referiu-se ao "boné de lã enrolado" e atribuiu-o ao povo Shina de Guilguite, Astore e áreas vizinhas no atual norte do Paquistão. Biddulph também conta que em outras partes a oeste do moderno norte do Paquistão, como Wakhan, Chitral e Sarikol, as pessoas costumavam usar pequenos turbantes.
"Em Chitral, Wakhan e Sirikol, os homens usam turbantes muito pequenos. Em Guilguite, Astor e na maior parte do Yaguestão, o gorro de lã enrolado mencionado pelo Sr. Drew é comumente usado. Na casta Shin, as mulheres solteiras são distinguidas por um boné branco, que nunca é usado por mulheres Shin casadas."

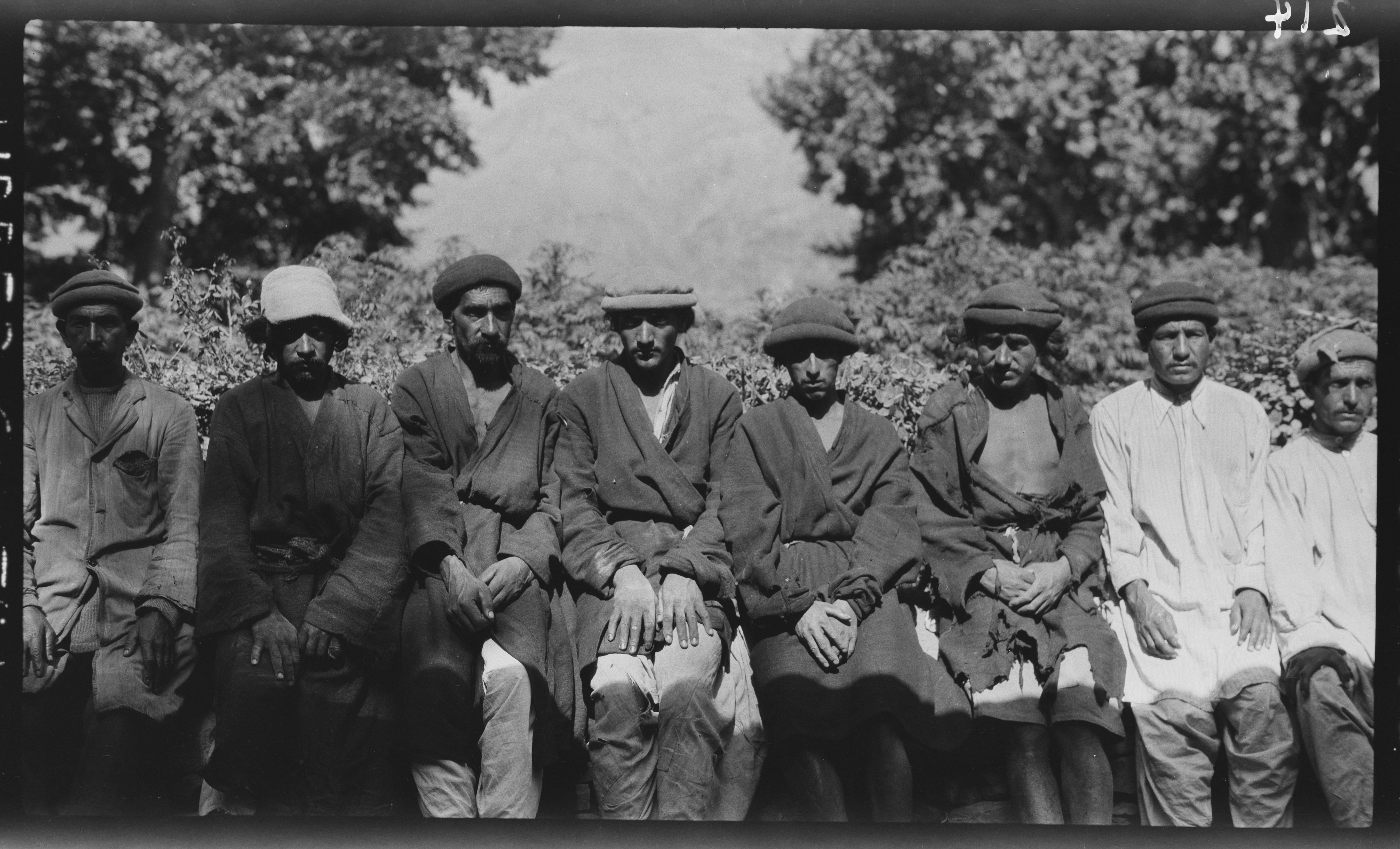
Chitralis fotografados usando pakols em 1929

A primeira referência inequívoca ao pakol refere-se, portanto, ao extremo norte do Paquistão moderno, enquanto, ao mesmo tempo, em áreas um pouco mais a oeste e ao sul, incluindo Chitral, as pessoas ainda preferiam usar turbante. Isto indicaria que em terras ainda mais a oeste, o pakol também ainda era desconhecido.
A popularidade do pakol mudou para o oeste no final da década de 1920, quando Georg Morgenstierne visitou o distrito de Chitral e fotografou os moradores locais usando um pakol, embora as fotografias pareçam mostrar que o pakol não tem a distintiva coroa plana do moderno boné chitrali e se assemelha mais o tipo de pakol ainda usado em Hunza, que pode muito bem representar a forma "original" do pakol.

### A campanha do Kafiristão e a adoção pelos Nuristanis

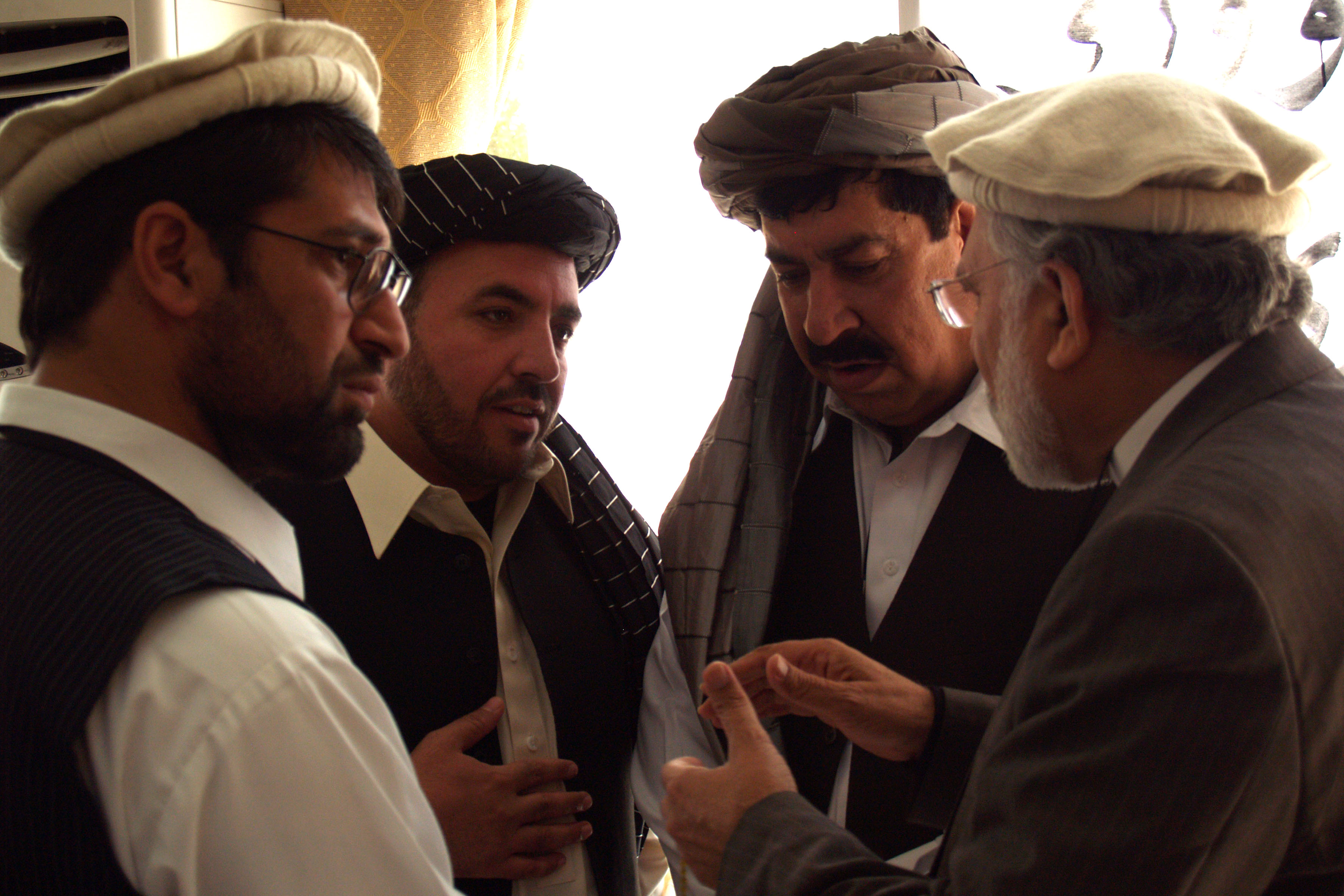
Governadores afegãos com pakols e turbantes em 2009.

Os pakols são uma inovação bastante recente na província do Nuristão, sendo introduzidos pela vizinha Chitral em algum momento do final do século XIX. Segundo as primeiras documentações proto-etnográficas, os habitantes do Kafiristão, os nuristanis, andavam sem qualquer cobertura. Eles também raspavam a cabeça, deixando uma pequena mancha no alto onde o cabelo crescia, caindo muitas vezes até a cintura.
Na fonte mais antiga do pakol no Nuristão, de George Scott Robertson, ele se refere ao pakol como o boné chitrali e afirma que ele só era usado no vale de Bashgul, o vale mais oriental do Kafiristão na fronteira com Chitral, e o chapéu foi adquirido de Chitral no extremo leste através do comércio. Portanto, uma introdução relativamente tardia do pakol no Afeganistão, e em particular no Nuristão, parece indicada. Este ponto é confirmado pela cobertura usada pelos homens retratados nas enormes esculturas em madeira, conhecidas como gandauw, pelas quais os kafiris eram famosos, todos datando de antes da ocupação afegã do Kafiristão no final da década de 1890, onde os homens são mostrados usando turbantes. Além disso, os idosos e os jovens iniciados entre os kalash, que agora vivem do outro lado da fronteira no Paquistão, também usavam tradicionalmente turbantes, enquanto todos os outros usavam o pakol.
Os pakols devem ter se espalhado em ritmo acelerado entre os habitantes locais, agora renomeados como nuristanis, após e parcialmente como consequência da conquista do Kafiristão por Abdul Rahman Khan do Afeganistão. A abertura dos vales ao aumento do contacto e do comércio, e a conversão da população ao islão, induziram os residentes a abandonar o seu penteado anteriormente característico e a cobrir a cabeça com chapéus. A adoção de peças de vestuário específicas para marcar uma nova identidade, especialmente religiosa, está bem estabelecida na história.

### Destaque inicial no Afeganistão

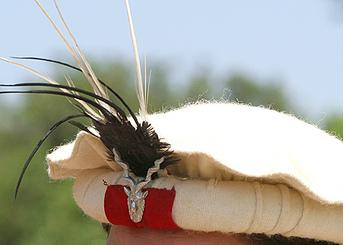
Chapéu pakol dos Batedores de Chitral.

Na década de 1980, o pakol ganhou popularidade em grandes partes do Afeganistão como a cobertura fácil de usar favorita dos mujahideen, que lutaram contra a República Democrática do Afeganistão e seus apoiadores soviéticos. Uma das pessoas mais famosas que usaram o pakol foi o líder militar do Vale do Panjshir, Ahmad Shah Massoud. Naqueles anos, pessoas de todo o Afeganistão, mas especialmente da população tadjique de Panjshir, que vivia numa área fronteiriça com o Nuristão, vestiram o pakol para mostrar a sua oposição ao governo.
Em 1992 os mujahideen assumiram o controle da capital Cabul, e como os tadjiques do nordeste do país desempenharam um papel dominante na formação do novo governo do Estado Islâmico do Afeganistão, o seu pakol tornou-se a cobertura dominante da capital afegã. No entanto, a guerra civil entre os vários partidos mujahideen continuou com a nova aparição dos talibãs, que eram principalmente pashtuns do sul do país e se opunham aos pakol que usavam os mujahideen do nordeste. Os talibãs costumavam usar turbantes, a tradicional cobertura pashtun, de preferência a variedade escura de Kandahar, enquanto os seus oponentes continuavam a usar o pakol. Quando o Talibã assumiu o controlo de Cabul em setembro de 1996, o pakol desapareceu das ruas, apenas para regressar quando, em novembro de 2001, a Aliança do Norte, com a ajuda do exército americano, conseguiu dispersar os talibãs. Naquela época, o pakol voltou a ganhar popularidade, enquanto os pashtuns do sul e sudeste do país, que formavam o núcleo do movimento Talibã, ainda preferiam usar turbante.

### Destaque inicial na Índia
O pakol tem sido usado tradicionalmente na Índia pelo povo shina do norte de Jammu e do Vale de Gurez da Caxemira (incluindo Tulail). Os pakols também foram usados no Vale da Caxemira, onde foram introduzidos por migrantes sazonais das etnias shins e dards, vindos de Gurez. Um colunista de um jornal do vale disse sobre o boné que ele se tornou popular na década de 1950 depois de ser usado por Bakshi Ghulam Mohammad, o ministro-chefe de Jammu e Caxemira. O pakol se tornou popular em outras partes da Índia, como em Délhi, pois também é vendido por afegãos que vivem na Índia. Também ganhou popularidade em áreas de maioria muçulmana no norte da Índia, especialmente áreas ao redor de santuários onde a variedade torcida é especialmente popular.

## Diferentes tipos de pakol
Boina estilo Basco tradicional com bandana dobrada para dentro (parte inferior); modelo usando boina (parte superior)No Paquistão e no Afeganistão, existem diferentes tipos de pakol usados por vários grupos étnicos e regiões. Essas diferenças residem nas formas e estilos e, às vezes, são exclusivas de uma determinada região ou grupo étnico.

### Pakol tradicional
O chapéu pakol tradicional é um chapéu de lã macio e plano, com aros enrolados no chapéu. Vem em uma variedade de cores, geralmente as cores naturais da terra são as mais usadas. É usado principalmente na província de Khyber Pakhtunkhwa, Guilguite-Baltistão, Afeganistão e recentemente no vale da Caxemira.

### Pakol chitrali
O pakol chitrali é usado pelos Batedores Chitral do Norte do Paquistão. É branco, tem uma insígnia de markhor e veste uma pena de pavão. É considerado um sinal de dignidade e honra entre a comunidade chitrali e é costumeiro presenteá-lo a convidados famosos. Este estilo de pakol é exclusivo da região. A princesa Diana, Kate Middleton e o príncipe William usaram-no durante as suas visitas ao Paquistão.

### Pakol torcido
O pakol torcido é outra variante do pakol; tem duas camadas e os aros são torcidos. É feito com lã pura e vem em diversas cores e tamanhos. Pakols torcidos são comuns em Khyber Pakhtunkhwa, Afeganistão e Caxemira. Eles são mais leves e podem ser ajustados mais facilmente do que os tradicionais.

### Pakol do Vaziristão
Usado no Vaziristão, nas áreas tribais do Paquistão, este tipo de pakol é geralmente e quase exclusivamente usado pelos pashtuns do Waziristão, como as tribos Mahsud, Dawar e Wazir. A grande diferença entre o pakol do Vaziristão e o pakol normal é que ele é maior em tamanho e as bordas são cristas curvas. É exclusivo das regiões do Vaziristão e também é feito de pura lã, disponível em diversas cores, assim como o pakol tradicional. Também é usado pelas tribos Kin Pashtun do outro lado da fronteira do Afeganistão, nas províncias de Paktia e Khost; geralmente também são decorados com flores, ao contrário dos chitralis que os decoram com penas. É considerado um chapéu comum para homens.